# Batalla de les illes Lerins (1637)
La batalla de les illes Lerins de 1637 fou un dels combats de la Guerra dels Trenta Anys entre els Regnes de les Espanyes i el regne de França

## Antecedents
Dins del marc de la Guerra dels Trenta Anys entre la Monarquia Hispànica i França que havia començat l'any 1635 amb la batalla de Les Avins i la Batalla de les illes Lerins el 1635, que havien de servir com a base d'operacions per atacar la costa de Provença, i començaren a fortificar les illes.
La campanya naval francesa a la Mediterrània començà el 1637 amb la presa d'Oristany,
Per recuperar les illes Lerins, el governador de Provença, el mariscal de Vitry, reuní milícies a la costa mentre que el Cardenal Richelieu envià la flota francesa de l'Oceà Atlàntic, composta per 42 navilis, als que a Ieras es van afegir les galeres que es va concentrar a Toló sota les ordres d'Henri d'Escoubleau de Sourdis, arquebisbe de Bordeus, i Henri Harcourt de Lorena.
Les tropes franceses estaven formades pels regiments d'infanteria de Castrevieille-les galères (20 companyies a 60 homes total 1200 homes), La Tour (20 companyies a 60 hommes total 1200 homes), Saint-André (12 companyies a 60 homes total 720 homes), Îles (6 companyies a 60 homes total 360 homes), Clermont-Versillac, Vaillac, Roussillon, Cornousson (suprimit e mateix any per reforçar Roussillon i Castrevieille), Languedoc, Vitry i les companyies de cavalleria Cheveaux-légers del Senyor de Vallavoire, de Boissac, de gardes de Monsieur Harcourt i el cos de la noblesa del Marquès de Janson (amb 150 homes).
Les tropes espanyoles eren formades per 20 companyies; 12 a Sainte Maguerite i 8 a Saint Honorat. A més a més un centenar de cavallers formava part de la guarnició de Sainte Marguerite.

## Batalla
La guarnició espanyola fou reduïda i els francesos van atacar amb tota la força, i les illes foren finalment represes al maig de 1637 i les banderes espanyoles foren agafades per ser exposades a Notre Dame de París on un Te Deum va celebrar la victòria francesa.
El 24 de març comença el setge de les illes Lerins.

## Conseqüències
Les tropes d'Henri Harcourt de Lorena i l'estol sota les ordres d'Henri d'Escoubleau de Sourdis foren cridats el setembre per defensar Leucata, que havia estat atacada el 27 d'agost i es trobava assetjada.